# Рожкинское сельское поселение
Рожкинское сельское поселение — муниципальное образование в составе Малмыжского района Кировской области России.
Центр — село Рожки.

## История
Рожкинское сельское поселение образовано 1 января 2006 года согласно Закону Кировской области от 07.12.2004 № 284-ЗО.

## Население
| 2010  | 2012  | 2013  | 2014  | 2015  | 2016  | 2017  |
| ----- | ----- | ----- | ----- | ----- | ----- | ----- |
| 1227  | ↘1199 | ↘1183 | ↘1142 | ↘1114 | ↘1083 | ↘1068 |
| 2018  | 2019  | 2020  | 2021  |       |       |       |
| ↘1063 | ↘1031 | ↘1017 | ↗1055 |       |       |       |

## Состав сельского поселения
В состав сельского поселения входят 4 населённых пункта
| № | Населённый пункт | Тип населённого пункта       | Население |
| - | ---------------- | ---------------------------- | --------- |
| 1 | Илемас           | деревня                      | 5         |
| 2 | Рожки            | село, административный центр | 1189      |
| 3 | Сунцово          | деревня                      | 2         |
| 4 | Шишинерь         | деревня                      | 31        |